# Pedro Campón
Pedro Campón Polo (1885-1942) fue un pintor, músico y político español. 

## Biografía
Nació en la localidad cacereña de Casas de Don Antonio en 1885, si bien alguna fuente le hace natural de la cercana Aldea del Cano, donde habría crecido. Fundador de un partido «etiestético», con el que, contando con la ayuda de Barriobero y Castrovido, se presentó —infructuosamente— como candidato a diputado, fue músico y pintor. Se exilió en Bélgica durante la dictadura de Primo de Rivera y falleció en 1942 en el campo de concentración de Ondarreta.